# Green Valley Farms
Green Valley Farms és una concentració de població designada pel cens dels Estats Units a l'estat de Texas. Segons el cens del 2000 tenia 720 habitants.

## Demografia
Segons el cens del 2000, Green Valley Farms tenia 720 habitants, 160 habitatges, i 148 famílies. La densitat de població era de 70,4 habitants per km².
Dels 160 habitatges en un 60% hi vivien nens de menys de 18 anys, en un 71,3% hi vivien parelles casades, en un 17,5% dones solteres, i en un 7,5% no eren unitats familiars. En el 5% dels habitatges hi vivien persones soles l'1,3% de les quals corresponia a persones de 65 anys o més que vivien soles. El nombre mitjà de persones vivint en cada habitatge era de 4,5 i el nombre mitjà de persones que vivien en cada família era de 4,68.
Per edats la població es repartia de la següent manera: un 42,6% tenia menys de 18 anys, un 14% entre 18 i 24, un 24,9% entre 25 i 44, un 14,7% de 45 a 60 i un 3,8% 65 anys o més.
L'edat mediana era de 21 anys. Per cada 100 dones de 18 o més anys hi havia 102,5 homes.
Entorn del 48,8% de les famílies i el 56,2% de la població estaven per davall del llindar de pobresa.

## Poblacions més properes
El següent diagrama mostra les poblacions més properes.